# مقاطعة جوين
مقاطعة جوين (بالفارسية: شهرستان جوین) هي إحدى مقاطعات محافظة خراسان رضوي في إيران. كان عدد سكان المقاطعة سنة 2006 حوالي 49,583 نسمة.

## أعلام
- أبو المعالي الجويني